# Lotte Kopecky
Lotte Kopecky (ur. 10 listopada 1995 w Rumst) – belgijska kolarka torowa i szosowa, brązowa medalistka igrzysk olimpijskich (2024), wielokrotna medalistka mistrzostw świata i mistrzostw Europy.

## Kariera
Kopecky sportową karierę rozpoczęła od kolarstwa przełajowego. W pierwszych zawodach wystąpiła mając 9 lat. Następnie zapisała się do szkoły sportowej Topsport School, by łączyć treningi sportowe z nauką. Wymogiem uczęszczania do takiej szkoły jest trenowanie dyscypliny olimpijskiej, więc Kopecky zmieniła dyscyplinę na kolarstwo szosowe i torowe.
Pierwszy sukces w karierze osiągnęła w 2012 roku, kiedy na szosowych mistrzostwach Europy juniorów w Goes zdobyła brązowy medal w indywidualnej jeździe na czas. Na rozgrywanych rok później torowych mistrzostwach Europy zdobyła trzy medale: złote w indywidualnym wyścigu na dochodzenie i wyścigu punktowym oraz brązowy w drużynowym wyścigu na dochodzenie. W 2016 roku zdobyła pierwsze medale w kategorii elite, zwyciężając w madisonie i zajmując trzecie miejsce w omnium podczas mistrzostw Europy w Yvelines. W parze z Jolien D’Hoore zwyciężyła też w madisonie na mistrzostwach świata w Hongkongu w 2017 roku.
Kolejne lata, to kolejne sukcesy. Do największych z nich należą złote medale Mistrzostw Świata w kolarstwie szosowym (2023 i 2024) oraz brązowy medal Igrzysk Olimpijskich w Paryżu (2024).